# Karjalaisenoja
De Karjalaisenoja is een beek, die stroomt in de Zweedse  provincie Norrbottens län. Zij ontstaat aan de zuidkant van een klein moeras en stroomt zuidwaarts. Na 3 kilometer loost ze haar water in de Lempasrivier.
Uit hetzelfde moerasje stroomt een beek naar het noorden, wat uiteindelijk opgaat in de Harrinoja.